# Homorodu de Sus
Homorodu de Sus – wieś w Rumunii, w okręgu Satu Mare, w gminie Homoroade. W 2011 roku liczyła 285 mieszkańców. 